# Peer Bork

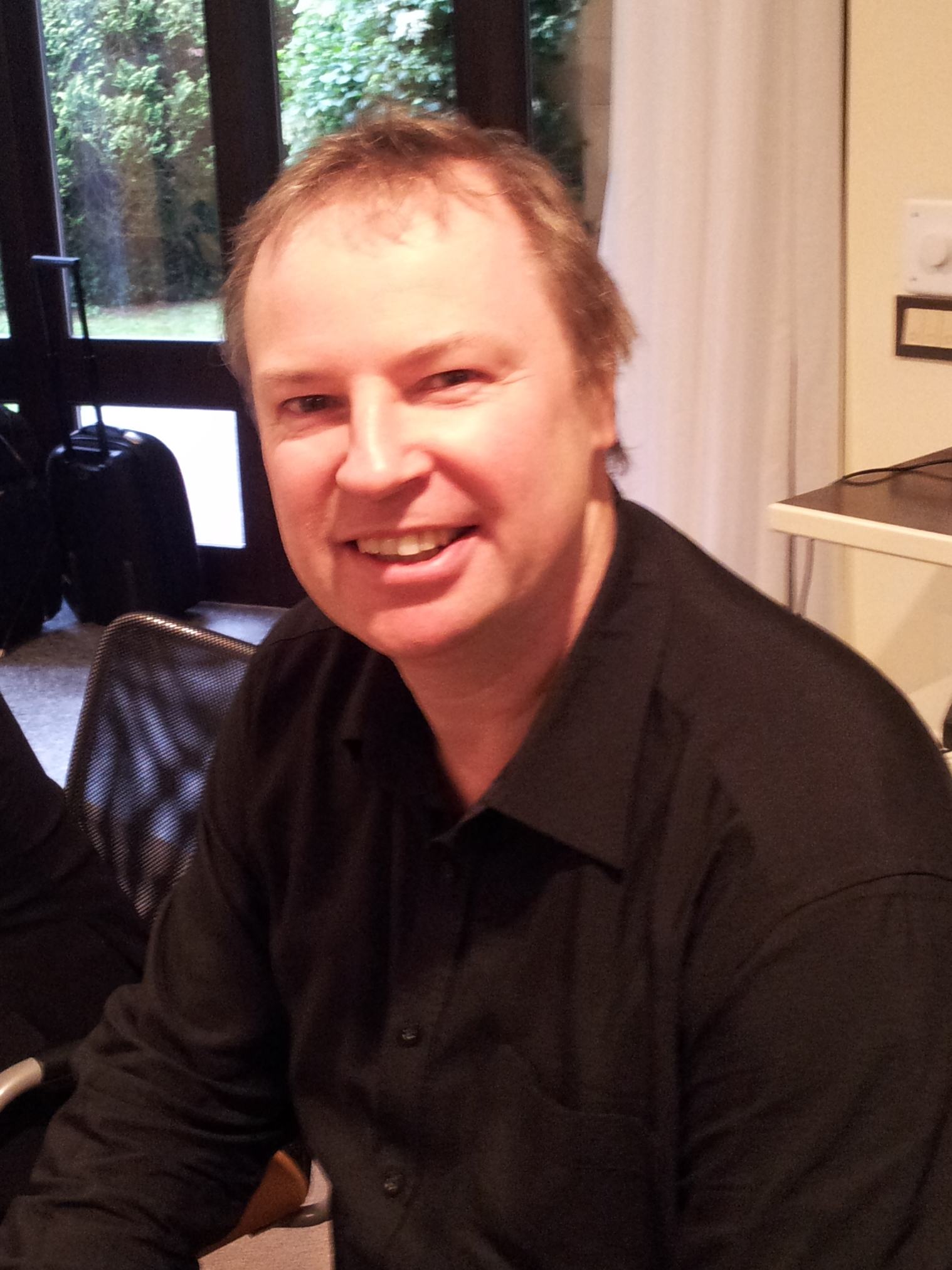
Peer Bork

Peer Bork (* 4. Mai 1963) ist ein deutscher Bioinformatiker und Interim-Generaldirektor des European Molecular Biology Laboratory (EMBL). Zuvor war Professor Bork Direktor des Heidelberger Standorts des EMBL.

## Leben und Wirken
Bork begann seine wissenschaftliche Laufbahn als Mitarbeiter in der Arbeitsgruppe Bioinformatik von Jens Reich im Zentralinstitut für Molekularbiologie der Akademie der Wissenschaften der DDR in Berlin-Buch. 1990 wurde er an der Universität Leipzig mit der Arbeit Erkennung und Nutzung von Eigenschaftsmustern in Proteinsequenzen promoviert. Nach der Neustrukturierung der ehemaligen Akademie-Institute der DDR wechselte er 1992 an das neu gegründete Max-Delbrück-Centrum für Molekulare Medizin, wo er von Mai 1992 bis Mai 1995 Projektleiter war. Zugleich war er ab 1991 als Gastwissenschaftler am EMBL in Heidelberg tätig. 1995 habilitierte er an der Humboldt-Universität zu Berlin mit der Schrift Klassifizierung, Charakterisierung und Evolution extrazellulärer Proteinmodule. Im Juni 1995 wurde er Forschungsgruppenleiter am EMBL, im Juni 1999 Senior Scientist und im Juli 2001 Leiter der Structural and Computational Biology Unit. 2011 wurde er Strategischer Leiter der Bioinformatik am EMBL. Gegenwärtig ist er Direktor des EMBL Heidelberg. Er lehrt als Gastprofessor an der Universität Würzburg.
Bork ist einer der führenden Forscher auf dem Gebiet der Bioinformatik. Er war an der Entwicklung weit verbreiteter bioinformatischer Werkzeuge und Datenbanken beteiligt. Diese Werkzeuge und Datenbanken haben es ihm ermöglicht, riesige DNA-Datenbanken zu nutzen, um grundlegende Entdeckungen in der molekularen Evolution und Biochemie der Proteine zu machen. Sein spezielles Interesse gilt der Erforschung von Mikrobiomen. So entdeckte er, dass das Mikrobiom des Darmes (Darmflora), also die Gesamtheit aller im Darm lebenden Mikroorganismen, in drei prinzipielle Typen unterteilt werden kann und dass die Zusammensetzung der Darmbakterien den gesamten Organismus beeinflusst. Gegenwärtig untersucht die Arbeitsgruppe von Bork unter anderem mikrobielle Gemeinschaften in unterschiedlichen Gegenden der Erde, wobei moderne Methoden der Metagenomik eingesetzt werden.
Er ist Autor bzw. Koautor von mehr als 500 wissenschaftlichen Publikationen, von denen mehr als 60 in den führenden Fachzeitschriften Nature, Science und Cell veröffentlicht wurden. Außerdem war er an der Gründung von fünf Biotech-Unternehmen beteiligt.
Im Jahr 2000 wurde er zum Mitglied der European Molecular Biology Organization gewählt. Neben anderen Auszeichnungen erhielt er 2009 den Royal Society and Académie des sciences Microsoft Award und 2021 den Senior Scientist Award der International Society for Computational Biology (ISCB).
Seit 2014 ist er Mitglied der Leopoldina und seit 2018 der Academia Europaea.
2017 wurde er Ehrendoktor der Universität Utrecht.

## Veröffentlichungen
Peer Bork hat u. a. an folgenden Artikeln mitgearbeitet:
- Thomas S B Schmidt, Jeroen Raes, Peer Bork: The Human Gut Microbiome: From Association to Modulation In: Cell 2018, Band 172, Ausgabe 6, S. 1198–1215                            doi:10.1016/j.cell.2018.02.044
- Lisa Maier, Mihaela Pruteanu, Michael Kuhn, Georg Zeller, Anja Telzerow, Exene Erin Anderson, Ana Rita Brochado, Keith Conrad Fernandez, Hitomi Dose, Hirotada Mori, Kiran Raosaheb Patil, Peer Bork & Athanasios Typas: Extensive impact of non-antibiotic drugs on human gut bacteria. In: Nature 555, S. 623–628 (2018) doi:10.1038/nature25979
- Siegfried Schloissnig, Manimozhiyan Arumugam, Shinichi Sunagawa, Makedonka Mitreva, Julien Tap, Ana Zhu, Alison Waller, Daniel R. Mende, Jens Roat Kultima, John Martin, Karthik Kota, Shamil R. Sunyaev, George M. Weinstock & Peer Bork: Genomic variation landscape of the human gut microbiome In: Nature 493, 45–50 (2013) doi:10.1038/nature11711
- Thomas S. B. Schmidt, Simone S. Li, Oleksandr M. Maistrenko, Wasiu Akanni, Luis Pedro Coelho, Sibasish Dolai, Anthony Fullam, Anna M. Glazek, Rajna Hercog, Hilde Herrema, Ferris Jung, Stefanie Kandels, Askarbek Orakov, Roman Thielemann, Moritz von Stetten, Thea Van Rossum, Vladimir Benes, Thomas J. Borody, Willem M. de Vos, Cyriel Y. Ponsioen, Max Nieuwdorp & Peer Bork: Drivers and determinants of strain dynamics following fecal microbiota transplantation In: Nature Medicine 28, S. 1902–1912 (2022) doi:10.1038/s41591-022-01913-0